# Quezon (Nueva Vizcaya)
Pour les articles homonymes, voir Quezon.
Quezon est une municipalité de la province de Nueva Vizcaya, aux Philippines. Elle tire son nom de Manuel Luis Quezón, artisan de l'indépendance du pays.